# Młodoszowice
Młodoszowice est une localité polonaise de la gmina de Grodków, située dans le powiat de Brzeg (voïvodie d'Opole).